# Лазарь Бранкович
Лазарь Бранкович (серб. Лазар Бранковић, 1421—1458) — правитель Сербской деспотии из династии Бранковичей.

## Биография
Лазарь был младшим сыном деспота Георгия Бранковича. В 1441 году его старшие братья были ослеплены по приказу османского султана Мурада II, и поэтому когда в 1456 году умер отец — Лазарь оказался единственным претендентом на престол. Понимая, что Сербия очень слаба, чтобы нанести поражение Османской империи и отвоевать потерянные земли, он предпочел заключить с султаном мир в январе 1457 года. По условиям мира Османы возвращали Лазарю большинство отцовских земель и обещали не нападать на Сербию, а он, в свою очередь, должен был уплатить дань.
Разобравшись с проблемами на юге, он обратил внимание на север, где имелись пограничные конфликты с Венгрией. Лазарь сумел захватить город Ковин, который стал первым сербским городом на другом берегу Дуная.
Султан Мехмед II не отказался от планов по завоеванию Сербии. В декабре 1457 года Лазарь получил информацию о том, что на границе сосредотачивается большое турецкое войско. Он обратился за помощью к венгерскому королю Ладиславу Постуму, но в ходе переговоров скончался.
Так как у Лазаря не было сыновей, то после его смерти встал вопрос о наследнике престола. Страной стал править триумвират регентов: старший брат покойного Стефан Бранкович, вдова Елена Палеолог и губернатор Рашки Михайло Ангелович.